# Vòi hút (chân đầu)

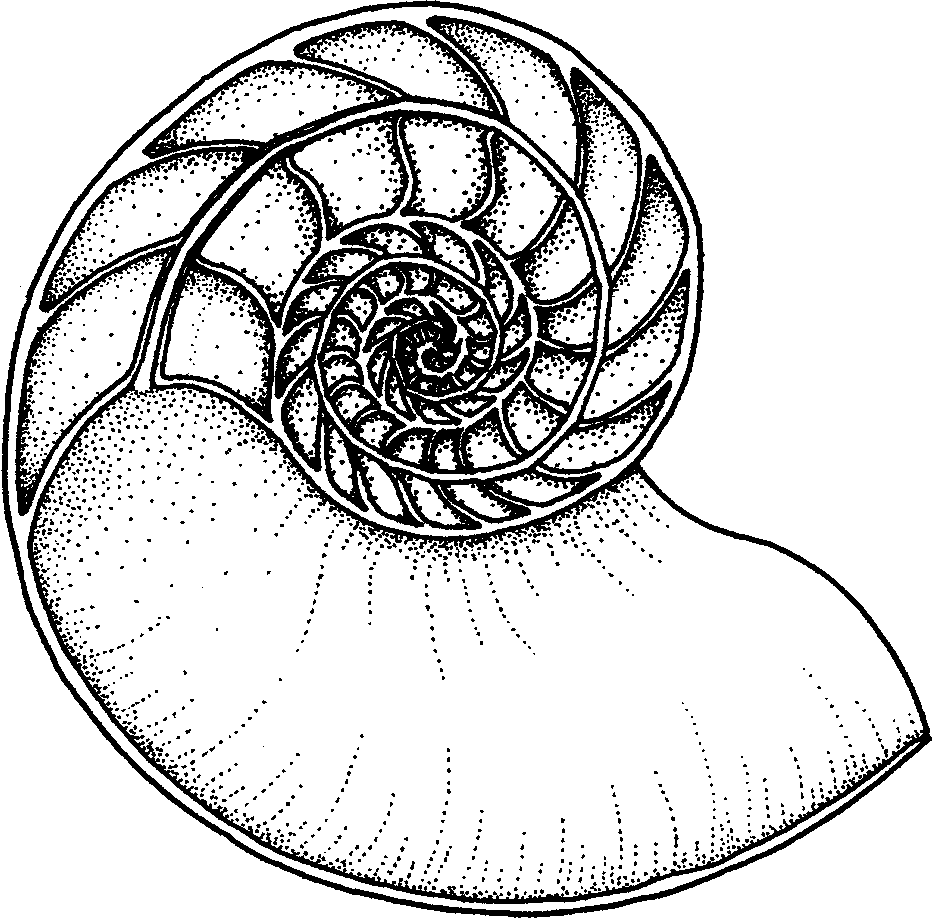
Mặt cắt của vỏ ốc anh vũ cho thấy vòi hút chạy xuyên qua tất cả các khoang vỏ của con vật.

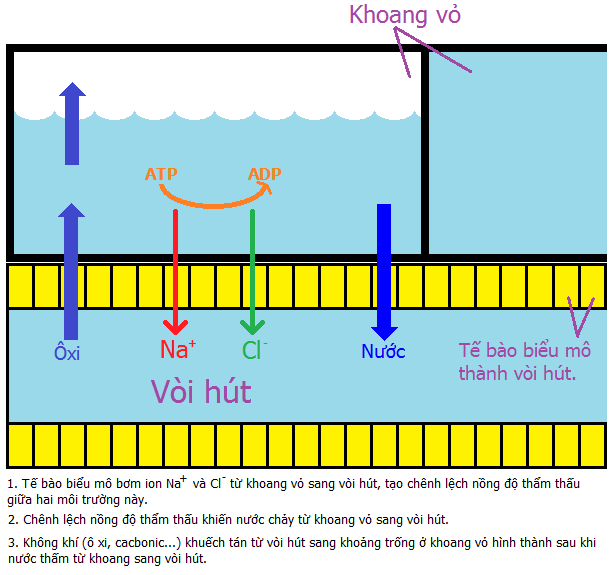
Giản đồ cho thấy cấu trúc và hoạt động của vòi hút.

Vòi hút là một lớp mô tồn tại trong cơ thể của các động vật chân đầu có vỏ gồm nhiều khoang như họ Ốc anh vũ, mực nang, chi mực Spirula cùng bộ Belemnitida và lớp Cúc đá đã tuyệt chủng. Trong trường hợp của mực nang, vòi hút không hiển hiện rõ tàng mà chúng nối liền các khoang nhỏ với nhau trong lớp vỏ đã bị thay đổi nhiều về cấu trúc (mai mực); trong các nhóm Chân đầu còn lại nó có dạng ống và chạy xuyên qua các lỗ nhỏ nằm trên các vách ngăn phân cách các khoang trong vỏ.
Vòi hút được dùng chủ yếu để đẩy nước ra khỏi các khoang mới hình thành trong quá trình lớn dần lên của vỏ. Con vật thực hiện quá trình này bằng cách tăng nồng độ muối của máu chảy trong vòi hút bằng cách bơm các ion từ các tế bào biểu mô vòi vào trong máu; lúc đó sự chênh lệch về nồng độ thẩm thấu sẽ khiến nước chảy từ trong khoang vào máu và cùng lúc đó, các phân tử khí (chủ yếu là nitơ, ôxi và cacbonic) sẽ từ máu tràn vào chiếm chỗ trống trong khoang. Việc đẩy nước ra khỏi khoang vỏ cũng giúp làm giảm tỉ trọng của vỏ và khiến con vật có thể điều chỉnh việc nổi/lặn giống như phương cách hoạt động của bong bóng cá. Thông thường, con vật điều chỉnh tỉ trọng của nó sao cho bằng với tỉ trọng của nước biển xung quanh và nhờ đó giúp nó có thể bơi mà không phải tốn nhiều sức. Nhờ vào việc điều chỉnh này mà các động vật chân đầu từng có thời đạt kích thước cực kì lớn nhưng vẫn có thể bơi lặn tốt trong nước. Tuy nhiên việc "bơm nước" này không đủ nhanh để khiến con vật mau chóng thay đổi tỉ trọng phục vụ cho việc nổi và lặn theo ý muốn như trường hợp của cá, trái lại nó phải tự dùng sức bơi lên cao hoặc xuống thấp.
Cần phải chú ý rằng phương cách hoạt động của vòi hút không phải là trực tiếp bơm không khí vào khoang vỏ, thay vào đó năng lượng được sử dụng để bơm các ion vào máu, tạo chênh lệch thế nước khiến nước bị hút vào trong máu và không khí từ máu tự động chảy vào trong khoang.
Vòi hút tìm thấy trong các hóa thạch của các động vật chân đầu thời cổ cũng được cho là hoạt động thương tự như vậy. Thật ra bản thân vòi hút hiếm khi được bảo quản trong các hóa thạch, nhưng các lỗ trong vỏ nơi vòi hút chạy qua thì có thể được tìm thấy khá nhiều, và chúng được giới khoa học gọi là " cái cổ của vách ngăn" hay "khe vòi hút". Phần lớn các hóa thạch ốc anh vũ cho thấy vòi hút chạy qua phần trung tâm của mỗi khoang nhưng trong hóa thạch cúc đá và Belemnitida nó chạy qua phần bề mặt lưng của vỏ. Trong một số hóa thạch ốc anh vũ, straight shelled nautiluses cylindrical calcareous growths ("siphuncular deposits") xung quanh vòi hút có thể được thấy ở đỉnh của vỏ. Nó có thể là vật đối trọng với phần cơ thể mềm phía dưới, giúp cho con vật tránh được chuyện phần vỏ trống phía đỉnh luôn bị quay lên trên mặt nước và phần cơ thể mềm luôn bị "trì" xuống dưới do sức nặng, điều này giúp cho con vật có thể bơi thẳng đứng dễ dàng hơn. Vòi hút của nhóm Endocerida thì lại hàm chứa phần lớn nội quan của con vật.